# Deusdedit (kardynał S. Pietro in Vincoli)
Deusdedit (ur. ok. 1043/1048, zm. 2 marca 1099) – włoski benedyktyn, kardynał, znawca prawa kanonicznego i zwolennik reformy gregoriańskiej.
Urodził się w Todi między 1043 a 1048. Wstąpił do zakonu benedyktynów i przez pewien czas był mnichem we francuskim klasztorze Tulle (Limousin). W wieku 30 lat został mianowany przez papieża Grzegorza VII (1073-1085) kardynałem prezbiterem S. Pietro in Vincoli; po raz pierwszy występuje jako kardynał na synodzie laterańskim 1 listopada 1078 roku. Popierał Grzegorza VII i jego następców w okresie schizmy antypapieża Klemensa III (1080/84-1100), protestował jednak przeciwko faworyzowaniu przez Grzegorza VII kardynałów biskupów kosztem kardynałów prezbiterów. Wiadomo, że w 1084/85 przebywał w Saksonii, jednak okoliczności jego pobytu w tym rejonie nie są znane. Prawdopodobnie uczestniczył w papieskiej elekcji 1086; być może to on był kardynałem, który storpedował kandydaturę biskupa Ostii Odona de Lagery, powołując się na dawne kanony zabraniające translacji biskupa z jednej diecezji do drugiej. W 1087 roku ukończył swoje dzieło Liber Canonum tj. zbiór prawa kanonicznego dedykowany papieżowi Wiktorowi III. W dziele tym znajduje się regest jednego z najstarszych  polskich dokumentów Dagome iudex, wystawionego przez Mieszka I około 991 roku. Oprócz tego Deusdedit był autorem pism polemicznych wymierzonych w zwolenników Klemensa III oraz duchownych winnych symonii i innych nadużyć.